# Гонды

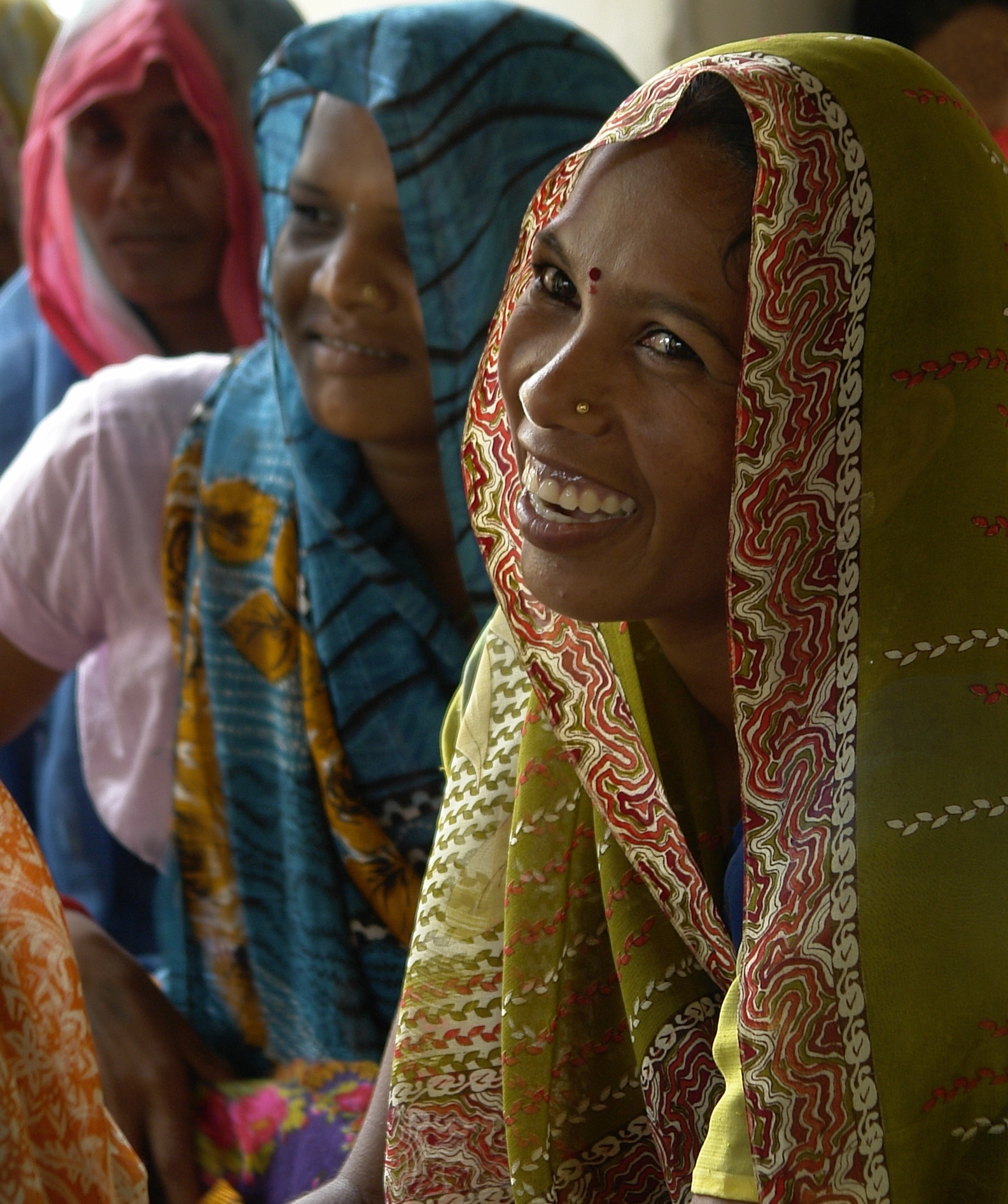
Женщины из округа Умария

Го́нды (гонд; самоназвание — койтор «горцы») — группа дравидийских народов Центральной Индии (мариа, муриа, бхаттра, дхакар, дорла, койя и др.), говорящих на диалектах языка гонди дравидийской языковой семьи, а также на языках окружающих народов (хинди, маратхи, телугу).
Гонды — крупная, динамично растущая народность Центральной Индии, численностью около 13 млн человек (на 2011 год). Живут гонды в штатах Мадхья-Прадеш (в горных и лесистых районах нагорья Чхота-Нагпур), Махараштра, Чхаттисгарх (главным образом в округе Бастар), Андхра-Прадеш и Орисса. Постепенно ассимилируются соседними народами. Входят в список официально зарегистрированных племён Индии. До недавнего времени гонды занимались подсечно-огневым земледелием, охотой и собирательством. В современном хозяйстве всё большую роль играет оседлое земледелие, развиваются ремёсла (обработка металлов, плетение). В религии сочетается поклонение индуистским и древним гондским божествам.

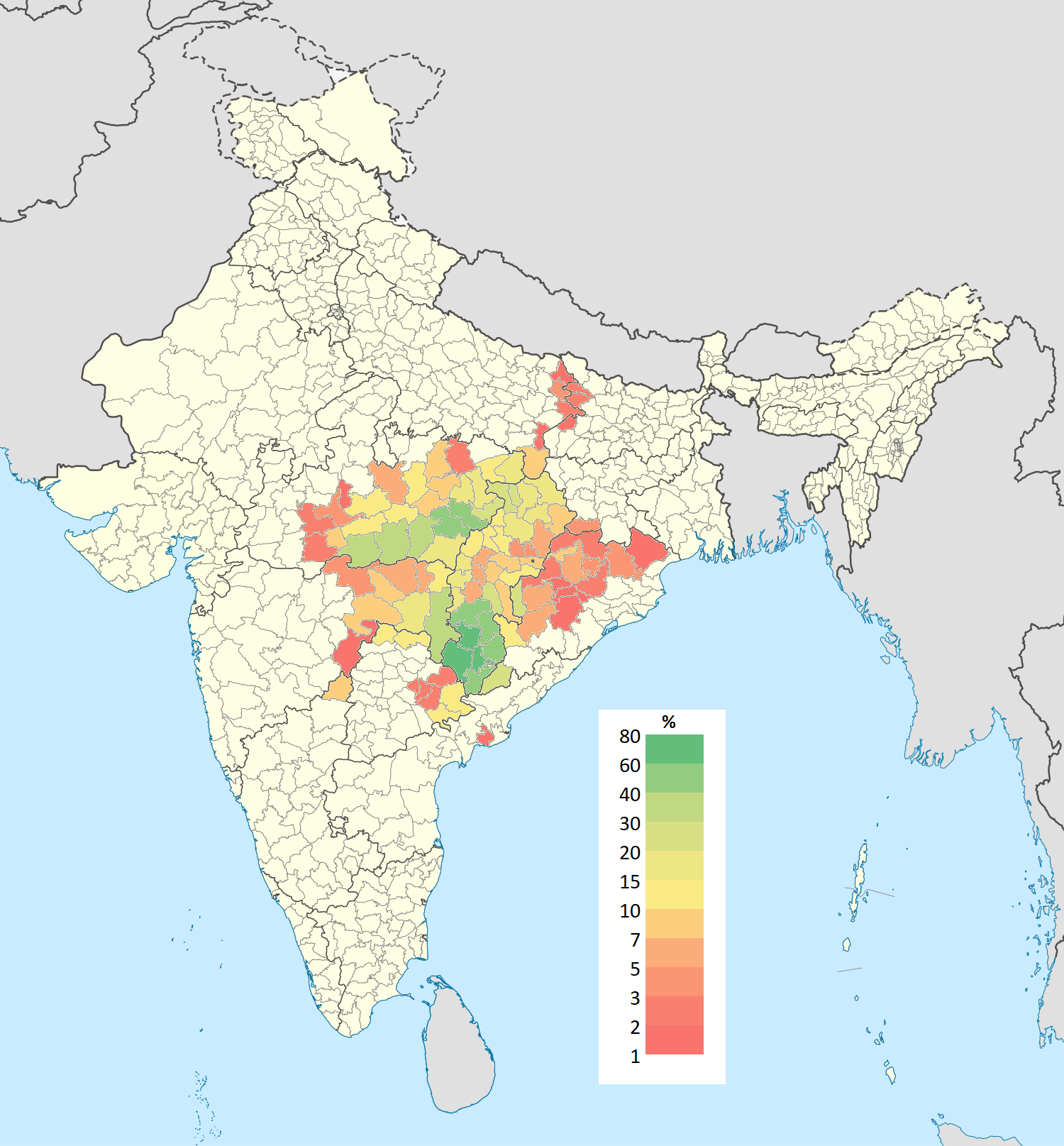
Gondi tribe percent by districts 2011 census